# Proti (Mar Ionio)
Proti (in greco Πρώτη?) è un'isola greca delle isole ionie. Fa parte del comune di Gargalianoi, nella prefettura greca di Messenia. Il censimento 2001 ha riportato una popolazione di soli 4 abitanti.
Non va confusa con l'omonima isola del mar di Marmara, ora Kınalıada (in turco Kınalıada) dove, nel 1072, morì l'imperatore bizantino Romano IV, poco dopo aver subito l'accecamento e l'esilio.